# Tetraschalis
Tetraschalis is een geslacht van vlinders van de familie vedermotten (Pterophoridae).

## Soorten
- T. arachnodes Meyrick, 1887
- T. deltozela Meyrick, 1924
- T. ischnites Meyrick, 1907
- T. lemurodes Meyrick, 1907
- T. ochrias Meyrick, 1907
- T. subtilis Rebel, 1907